# Finne-Nordrand südwestlich Wohlmirstedt
Der Finne-Nordrand südwestlich Wohlmirstedt ist ein FFH-Gebiet in den Gemeinden Kaiserpfalz und Finne im Burgenlandkreis in Sachsen-Anhalt.

## Allgemeines
Das FFH-Gebiet ist circa 346 Hektar groß. Es ist durch die Landesverordnung zur Unterschutzstellung der Natura 2000-Gebiete im Land Sachsen-Anhalt (N2000-LVO LSA) seit dem 21. Dezember 2018 rechtlich gesichert. Zuständige untere Naturschutzbehörde ist der Burgenlandkreis.

## Beschreibung
Das FFH-Gebiet liegt im Norden der Finne in etwa zwischen Wohlmirstedt, Ortsteil der Gemeinde Kaiserpfalz, und Lossa, Ortsteil der Gemeinde Finne, im Naturpark Saale-Unstrut-Triasland. Es umfasst überwiegend bewaldete Bereiche an vielfach nach Norden bzw. Osten exponierten Hängen eines Buntsandsteinrückens der Finne. Der größte Teil des FFH-Gebietes wird von Buchenwäldern eingenommen. Dabei dominiert der Waldmeister-Buchenwald, der aus Rotbuche mit Traubeneiche aufgebaut ist. Dazu gesellen sich Bergahorn, Gemeine Esche, Winterlinde, Vogelkirsche und Vogelbeere. In der Krautschicht siedeln Buschwindröschen, Maiglöckchen, Zweiblättriges Schattenblümchen, Waldveilchen, Hainveilchen und Große Sternmiere sowie Waldzwenke, Waldknäuelgras, Waldreitgras, Waldflattergras, Riesenschwingel, Waldschwingel, Verschiedenblättriger Schwingel, Waldsegge, Nickendes Perlgras, Waldmeister, Echte Nelkenwurz und Nesselblättrige Glockenblume. Stellenweise ist auch Mittlerer Lerchensporn zu finden. Auf verhagerten, ärmeren Standorten ist Hainsimsen-Buchenwald ausgebildet. Hier siedeln in der Krautschicht Pillensegge, Drahtschmiele, Weißliche Hainsimse, Behaarte Hainsimse, Wiesenwachtelweizen und Heidelbeere.
Stellenweise stockt Eichen-Hainbuchenwald mit ähnlicher, aufgrund des höheren Lichteinfalls aber üppigerer Bodenvegetation wie im Waldmeister-Buchenwald.
Entlang von Bachläufen stocken Erlen-Eschenwälder mit Gemeiner Esche und Schwarzerle. Dazu gesellen sich stellenweise Vogelkirsche, Hainbuche und Winterlinde. in der Strauchschicht wachsen unter anderem Hasel und Gewöhnlicher Spindelstrauch. In der Krautschicht siedeln unter anderem Rasenschmiele, Winkelsegge, Bitteres Schaumkraut, Gewöhnlicher Dornfarn und Wechselblättriges Milzkraut.
Das Gebiet ist Lebensraum verschiedener Fledermausarten sowie der Wildkatze.
Nach Westen und Osten schließen sich weitere Waldgesellschaften an das FFH-Gebiet an. Ansonsten ist es überwiegend von landwirtschaftlichen Nutzflächen umgeben.